# Nagydobos
Nagydobos là một thị trấn thuộc hạt Szabolcs-Szatmár-Bereg, Hungary. Thị trấn này có diện tích 26,93 km², dân số năm 2010 là 2168 người, mật độ 81 người/km².